# کتاب سیاه (رمان)
کتاب سیاه (به ترکی استانبولی: Kara Kitap) یک رمان نوشته نویسنده اهل ترکیه اورهان پاموک است که در سال ۱۹۹۰ منتشر شد و در سال ۱۳۹۵ توسط عین‌اله غریب به فارسی برگردانده شد.

## طرح
شخصیت اصلی داستان، یک وکیل استانبولی به نام گالیپ، درمی‌یابد که همسرش رؤیا بدون توضیح خاصی وی را ترک کرده‌است. او به جستجو در شهر می‌پردازد تا نشانه‌هایی از او بیابد. او حدس می‌زند که همسرش با برادر ناتنی وی جلال، که یک مقاله‌نویس در روزنامه ملیت است، فرار کرده‌است و جالب اینجاست که برادر ناتنی او هم گم شده‌است. گالیپ فکر می‌کند اگر مانند جلال زندگی کند نحوه تفکر و زندگی جلال را خواهد فهمید و درنهایت محل اختفای وی و همسرش را پیدا خواهد کرد، بنابراین در خانهٔ جلال اسکان می‌یابد، لباس‌های او را می‌پوشد و به جای او برای روزنامه مقاله می‌نویسد.
گالیپ تماس‌های اسرارآمیزی از یکی از طرفداران پروپاقرص جلال دریافت می‌کند که به طرز باور نکردنی اطلاعات بسیاری دربارهٔ جلال دارد، پس از اینکه نوشته‌های گالیپ تحت نام جلال به گونه‌ای غیرمستقیم شکلی درخواست آمیز برای برگشت همسرش رؤیا به خانه را می‌گیرد، زنی که در گذشتهٔ جلال بوده متن را اشتباه می‌فهمد و گمان می‌کند این نوشته‌ها تلاش‌های جلال برای بازگرداندن او است و با گالیپ تماس می‌گیرد. معلوم می‌شود آن زن با جلال رابطه داشته و آن طرفدار عجیب در واقع شوهر آن زن بوده‌است که به تعقیب گالیپ مشغول بوده‌است تا بتواند به وسیلهٔ او جلال را پیدا کند. گالیپ درنهایت موافقت می‌کند تا با آن‌ها دیدار داشته باشد…

## تفسیر
طرح اصلی داستان در مورد هویت و شخصیت افراد است. به عنوان مثال گالیپ به‌طور واضح از خودش خوشش نمی‌آید و از زندگی‌اش به عنوان یک وکیل بیزار است و سال‌ها به جلال به خاطر زندگی موفقش حسادت می‌کرده‌است. به همین خاطر تدریجاً هویت خودش را به جلال تغییر می‌دهد و در آپارتمان او زندگی می‌کند و لباس‌های او را می‌پوشد. جلال هم دوست دارد شخص دیگری باشد و نوشته‌های او در روزنامه به وضوح این را نشان می‌دهد. شخصیت رؤیا مبهم است و تنها از دید گالیپ می‌توان به تصویر او دست یافت. او در طول روز می‌خوابد و در هنگام عصر و شب به خواندن کتاب‌های کارآگاهی می‌پردازد و سعی می‌کند از واقعیت فرار کند. او نیز از شخصی که هست راضی نیست اما به نظر آگاهانه به آن فکر نکرده یا به خودش اقرار نکرده‌است.
این پرسش که ما چه کسی هستیم یا می‌توانیم خودمان را تغییر دهیم در داستان به دو چیز وابسته است: هویت استانبول به عنوان یک شهر و هویت مردم ترکیه، همان‌طور که گالیپ در طول داستان به دنبال رؤیا در شهر می‌گردد ما متوجه تفاوت‌های بسیار زیاد مناطق مختلف استانبول می‌شویم، شهری که قسمت شرقی و قسمت غربی، سنت و مدرنیته، فقیر و غنی، شهری و روستایی، مسلمان و سکولار همه و همه با هم در آن وجود دارند.
این کتاب داستان افسردگی و عشق دو انسان است. گالیپ سعی می‌کند جلال را پیدا کند تا از او مشاوره بگیرد اما بعد می‌فهمد که جلال هم ناپدید شده‌است. با این حال ستون مربوط به او در روزنامه هر روز مطلبی چاپ می‌کند اما مطالب مربوط به مقالاتی قدیمی است که ۲۰–۳۰ سال پیش هم به چاپ رسیده بود. گالیپ در ابتدای امر برای جستجوی زنش، از خانه همسر سابق رؤیا شروع می‌کند. او قبلاً با یک مبارز چپ‌گرا ازدواج کرده بود. توصیف پاموک در مورد افراد فعال در این دسته بسیار ماهرانه است. افرادی که پس از مدت زمان معینی ناگهان طرفدار جناح مخالف می‌شوند و بیشتر و بیشتر به سمت بورژوایی سوق می‌یابند. رؤیای سوسیالیست شدن این شخصیت توسط ملی گرایان گرفته شده‌است و محکم‌ترین اعتقادش این است که غرب از طریق صنعت فیلم‌سازی آنهم فیلم‌هایی که در آن حقیقت به شکلی کاملاً متفاوت از تصورشان به نمایش گذاشته می‌شود توطئه‌ای برای شستشوی مغزی ترکیه‌ای‌ها به راه انداخته‌است. این اندیشه که به شیوه‌های گوناگون در طول داستان به چالش درآمده است خود به تنهایی با موضوع هویت ارتباطی مستقیم دارد. ترکیه‌ای‌ها به واسطهٔ تماشای فیلم‌هایی که بدان خو گرفته‌اند حقیقتی را پذیرفته‌اند که به خودشان تعلق ندارد و از آن‌ها شخصیت دیگری ساخته‌است هویت گمشده، ذهنیت مجهول و اسرار پنهان موضوعاتی هستند که ارتباطی تنگاتنگ با این درونمایه دارند.